# Similiyanornis
Similiyanornis (що означає «схожий на Yanornis») — вимерлий рід орнітуроморфів з ранньокрейдової формації Цзюфотанг у Китаї. Рід містить один вид Similiyanornis brevipectus, відомий за повним скелетом з пір'ям.